# Liste der Stolpersteine in Berlin-Schmargendorf
Die Liste der Stolpersteine in Berlin-Schmargendorf enthält die Stolpersteine im Berliner Ortsteil Schmargendorf im Bezirk Charlottenburg-Wilmersdorf. Sie listet Namen, Standorte und, soweit bekannt, Informationen über den Geehrten auf.
Die erste Stolperstein-Verlegung in Schmargendorf erfolgte am 22. Oktober 2004. Die Spalten der Tabelle sind selbsterklärend. Die Tabelle erfasst insgesamt 74 Stolpersteine und ist teilweise sortierbar; die Grundsortierung erfolgt alphabetisch nach dem Familiennamen.
| Bild | Name                         | Standort                   | Verlegedatum  | Leben |                                 |
| ---- | ---------------------------- | -------------------------- | ------------- | --- | ------------------------------- |
|      | Minna Blau                   | Marienbader Straße 12      | 24. März 2014 | |                                 |
|      | Hertha Bloch                 | Ruhlaer Straße 24          | 30. Mai 2018  | |                                 |
|      | Margot Bloch                 | Ruhlaer Straße 24          | 30. Mai 2018  | |                                 |
|      | Clarissa Boschwitz           | Hohenzollerndamm 81        | 13. Juli 2019 | |                                 |
|      | Eli Boschwitz                | Hohenzollerndamm 81        | 4. Juni 2021  | |                                 |
|      | Luci Boschwitz               | Hohenzollerndamm 81        | 4. Juni 2021  | |                                 |
|      | Martha Boschwitz             | Hohenzollerndamm 81        | 13. Juli 2019 | |                                 |
|      | Ulrich A. Boschwitz          | Hohenzollerndamm 81        | 13. Juli 2019 | |                                 |
|      | Käthe Brasch                 | Misdroyer Straße 38        | 8. Nov. 2021  | |                                 |
|      | Eva Bütow                    | Caspar-Theyß-Straße 26     | 16. Apr. 2013 | |                                 |
|      | Hugo Bütow                   | Caspar-Theyß-Straße 26     | 16. Apr. 2013 | |                                 |
|      | Judith Bütow                 | Caspar-Theyß-Straße 26     | 16. Apr. 2013 | |                                 |
|      | Kurt Bütow                   | Caspar-Theyß-Straße 26     | 16. Apr. 2013 | |                                 |
|      | Rosa Bütow                   | Caspar-Theyß-Straße 26     | 16. Apr. 2013 | |                                 |
|      | Albert Carsten               | Rheinbabenallee 36         | 11. Apr. 2024 | |                                 |
|      | Fanny Cohn                   | Marienbader Straße 12      | 24. März 2014 | |                                 |
|      | Lina Cohn                    | Friedrichsruher Straße 36  | 11. Dez. 2006 | Geboren 1878. Deportiert nach Riga in 1942. Dort ermordet am 8. September 1942. | 52.488577823611 13.298565298333 |
|      | Anna Eckersdorff             | Salzbrunner Straße 42      | 25. Sep. 2006 | Geboren am 27. Juli 1883 in Brieg (Schlesien). Deportation am 12. Januar 1943 mit dem 26. Osttransport in das KZ Auschwitz. Dort ermordet (Datum unbekannt). | 52.485775894722 13.293690383333 |
|      | Anita Frank                  | Auguste-Viktoria-Straße 33 | 20. März 2012 | Geboren am 9. Juli 1921 in Leipzig. Deportation am 16. Juni 1943 in das Ghetto Theresienstadt. Weitere Deportationen am 19. Oktober 1944 in das KZ Auschwitz und 1945 in das KZ Bergen-Belsen. Verstorben im April 1945 nach der Befreiung des Konzentrationslagers. | 52.484938793056 13.2895852625   |
|      | Beate Frankfurther           | Schellendorffstraße 24     | 16. Juni 2022 | |                                 |
|      | Eva Frankfurther             | Schellendorffstraße 24     | 16. Juni 2022 | |                                 |
|      | Felix Frankfurther           | Schellendorffstraße 24     | 16. Juni 2022 | |                                 |
|      | Nina Frankfurther            | Schellendorffstraße 24     | 16. Juni 2022 | |                                 |
|      | Paul Frankfurther            | Schellendorffstraße 24     | 16. Juni 2022 | |                                 |
|      | Ilse Gerard                  | Heydenstraße 21            | 14. Nov. 2016 | |                                 |
|      | Anita Goldmann               | Schellendorffstraße 31     | 11. Mai 2010  | Geboren als Anita Mayer-Alberti am 31. Dezember 1898 in Koblenz. Deportation am 28. März 1942 nach Piaski und dort ermordet (Datum unbekannt). | 52.475666724444 13.284894078889 |
|      | Anneliese Goldmann           | Schellendorffstraße 31     | 11. Mai 2010  | Geboren am 19. Oktober 1930 in Berlin. Deportation am 28. März 1942 nach Piaski und dort ermordet (Datum unbekannt). | 52.475666724722 13.284894079167 |
|      | Franz Goldmann               | Schellendorffstraße 31     | 11. Mai 2010  | Geboren am 6. September 1886 in Mannheim. Deportation am 28. März 1942 nach Piaski und dort ermordet (Datum unbekannt). | 52.475666725 13.284894079444    |
|      | Hans Goldmann                | Schellendorffstraße 31     | 11. Mai 2010  | Geboren am 11. September 1922 in Köln. Deportation am 12. Januar 1943 in das KZ Auschwitz. Dort ermordet (Datum unbekannt). | 52.475666725278 13.284894079722 |
|      | Walter Goldmann              | Schellendorffstraße 31     | 11. Mai 2010  | Geboren am 13. August 1925 in Köln. Deportation am 28. März 1942 nach Piaski und dort ermordet (Datum unbekannt). | 52.475666725556 13.28489408     |
|      | Margarete Gumpert            | Marienbader Straße 12      | 24. März 2014 | |                                 |
|      | Marie Händler                | Marienbader Straße 12      | 24. März 2014 | |                                 |
|      | Else Häufler                 | Hohenzollerndamm 102       | 12. Juni 2009 | Geboren am 4. Juli 1896 als Else Levy. Floh mit ihrer Tochter vor den Nationalsozialisten nach Drancy (Frankreich). Nach der deutschen Besetzung Frankreichs wurden sie am 7. September 1942 in das KZ Auschwitz deportiert und dort ermordet. | 52.475952625833 13.280050009444 |
|      | Max Häufler                  | Hohenzollerndamm 102       | 12. Juni 2009 | Geboren am 10. Februar 1887 in Czernowitz. Deportation in das Ghetto Theresienstadt am 15. Juli 1942. Von dort am 16. Oktober 1944 in das KZ Auschwitz verschleppt und dort ermordet. | 52.475952626111 13.280050009722 |
|      | Susie Häufler                | Hohenzollerndamm 102       | 12. Juni 2009 | Geboren am 8. August 1922 in Berlin. Floh mit ihrer Mutter vor den Nationalsozialisten nach Drancy (Frankreich). Nach der deutschen Besetzung Frankreichs wurden sie am 7. September 1942 in das KZ Auschwitz deportiert und dort ermordet. | 52.475952626389 13.28005001     |
|      | Hugo Heymann                 | Berkaer Straße 31          | 4. Dez. 2017  | |                                 |
|      | Maria Heymann                | Berkaer Straße 31          | 4. Dez. 2017  | |                                 |
|      | Lina Hurwitz                 | Caspar-Theyß-Straße 24     | 13. Okt. 2009 | Geboren 1863. Deportation in das KZ Theresienstadt am 29. Oktober 1942. Dort ermordet am 4. März 1943. | 52.491520024167 13.292306363611 |
|      | Gertrud Jaffe                | Friedrichsruher Straße 8–9 | 24. Apr. 2014 | |                                 |
|      | Martha Jelski                | Kudowastraße 29            | 24. Juni 2023 | Geboren am 15. September 1874 als siebtes von neun Kindern des Rabbiners Dr. phil. Wilhelm Klemperer (1839–1912) und seiner Frau Henriette, geb. Franke (1843–1919), in Landsberg an der Warthe. Ihre Geschwister waren u. a. die Professoren der Medizin Georg (1865–1946) und Felix Klemperer (1866–1932) und der Romanist Victor Klemperer (1881–1960). Der Dirigent Otto Klemperer (1885–1973) war ihr Cousin. 1891 kam die Familie nach Berlin. 1897 heiratete Martha Klemperer den Kollegen ihres Vaters an der Jüdischen Reformgemeinde Berlin, Dr. phil. Julius Jelski. Das Paar bekam drei Kinder, die bereits ab 1933 nach Palästina, Uruguay und Peru flohen. Nach den Erfahrungen der Novemberpogrome 1938 flohen auch Martha und Julius Jelski ohne wirtschaftliche Sicherheit im April 1939 zu ihrer Tochter Lilli nach Montevideo, Uruguay. Martha Jelski verstarb dort am 22. Januar 1954, ein Jahr nach dem Tod ihres Mannes Julius. Sie wurde neben ihrem Mann auf dem Cementerio Israelita de La Paz, Canelones, Uruguay beigesetzt. |                                 |
|      | Julius Jelski                | Kudowastraße 29            | 24. Juni 2023 | Geboren am 29. November 1867 in Slonim, verstorben am 8. Januar 1953 in Uruguay. |                                 |
|      | Hilde Krakauer               | Salzbrunner Straße 42      | 25. Sep. 2006 | Geboren am 22. Dezember 1913 in Berlin, zog sie nach dem Tod ihres Vaters mit ihrer Mutter Toni Krakauer in die Salzbrunner Straße. Bis zur Deportation als Zwangsarbeiterin in den TEVES-Werken in Berlin-Wittenau eingesetzt. Verschleppung am 19. Februar 1943 mit dem 29. Osttransport in das KZ Auschwitz. Dort am 8. März 1943 ermordet. | 52.485775895 13.293690386111    |
|      | Toni Krakauer                | Salzbrunner Straße 42      | 25. Sep. 2006 | Geboren als Toni Hirschfeld am 13. Juni 1881 in Löbau (Westpreußen), zog sie nach dem Tod ihres Mannes 1938 mit ihrer Tochter Hilde in die Salzbrunner Straße. Deportation am 14. Dezember 1942 mit dem 25. Osttransport in das KZ Auschwitz. Dort ermordet (Datum unbekannt). | 52.485775895278 13.293690388889 |
|      | Hedwig Landsberg             | Hohenzollerndamm 59/60     | 4. Apr. 2025  | |                                 |
|      | Elsbeth Lasch                | Caspar-Theyß-Straße 26     | 11. Mai 2010  | Geboren 1877. Deportation in das KZ Riga-Kaiserwald am 15. August 1942. Nach dortiger Ankunft am 18. August 1942 ermordet. | 52.491511041944 13.292518258056 |
|      | Margarete Lasch              | Caspar-Theyß-Straße 26     | 11. Mai 2010  | Geboren 1890. Deportation in das KZ Riga-Kaiserwald am 15. August 1942. Nach dortiger Ankunft am 18. August 1942 ermordet. | 52.491511042222 13.292518258333 |
|      | Agathe Luise Lasch           | Caspar-Theyß-Straße 26     | 11. Mai 2010  | Geboren am 4. Juli 1879 in Berlin. Deportation nach Riga am 15. August 1942. Nach dortiger Ankunft am 18. August 1942 ermordet. Ihr wurde der Agathe-Lasch-Platz am Kurfürstendamm in Halensee gewidmet. Weitere Stolpersteine befinden sich in Hamburg-Rotherbaum und Hamburg-Eppendorf. | 52.4915110425 13.292518258611   |
|      | Hans Librowicz               | Warmbrunner Straße 50      | 4. Juni 2021  | |                                 |
|      | Luise Librowicz              | Warmbrunner Straße 50      | 4. Juni 2021  | |                                 |
|      | Rudolf Oscar Librowicz       | Warmbrunner Straße 50      | 4. Juni 2021  | |                                 |
|      | Edith Lindenberg             | Ruhlaer Straße 14          | 18. Okt. 2014 | |                                 |
|      | Willy Lindenberg             | Ruhlaer Straße 14          | 18. Okt. 2014 | |                                 |
|      | Frieda Lindner               | Davoser Straße 12a         | 21. Aug. 2006 | Geboren am 10. August 1900 als Frieda Süßmann in Breslau. Entzog sich der drohenden Deportation am 19. April 1944 durch Suizid. | 52.480922933333 13.290632665278 |
|      | Adolf Lipski                 | Salzbrunner Straße 44      | 10. Mai 2017  | |                                 |
|      | Gerda Salomea Lipski         | Salzbrunner Straße 44      | 10. Mai 2017  | |                                 |
|      | Helmuth Lipski               | Salzbrunner Straße 44      | 10. Mai 2017  | |                                 |
|      | Nanny Lipski                 | Salzbrunner Straße 44      | 10. Mai 2017  | |                                 |
|      | Kurt Mandowsky               | Marienbader Straße 12      | 24. März 2014 | |                                 |
|      | Sidonie Mandowsky            | Marienbader Straße 12      | 24. März 2014 | |                                 |
|      | Alex Radziejewski            | Friedrichshaller Straße 28 | 24. März 2014 | |                                 |
|      | Antonie Radziejewski         | Friedrichshaller Straße 28 | 24. März 2014 | |                                 |
|      | Guido Radziejewski           | Friedrichshaller Straße 28 | 24. März 2014 | |                                 |
|      | Helga Radziejewski           | Friedrichshaller Straße 28 | 24. März 2014 | |                                 |
|      | Rosemarie Radziejewski       | Friedrichshaller Straße 28 | 24. März 2014 | |                                 |
|      | Charlotte Sigrid Reichenbach | Egerstr 12                 | 16. Juni 2022 | |                                 |
|      | Ernst Reichenbach            | Egerstr 12                 | 16. Juni 2022 | |                                 |
|      | Eva Reichenbach              | Egerstr 12                 | 16. Juni 2022 | |                                 |
|      | Felice Schragenheim          | Friedrichshaller Straße 23 | 22. Okt. 2004 | Geboren am 9. März 1922 in Berlin. Deportiert in das Ghetto Theresienstadt am 5. September 1944. Weiterverschleppung am 9. Oktober 1944 in das KZ Auschwitz, im Februar 1945 in das KZ Groß-Rosen und im März 1945 in das KZ Bergen-Belsen. Dort noch im März 1945 verstorben. | 52.476306324444 13.2915338875   |
|      | Fanny Silberstein            | Orber Straße 27            | 23. März 2023 | |                                 |
|      | Bärbel Utermarck             | Breite Straße 24           | 6. Aug. 2014  | |                                 |
|      | Margarete Wedell             | Hohenzollerndamm 111       | 24. März 2014 | |                                 |
|      | Wolfgang Zebran              | Salzbrunner Straße 12      | 4. Juni 2021  | |                                 |
|      | Martha Zimmt                 | Cunostraße 109             | 29. März 2008 | Geboren 1885. Deportiert nach Minsk am 14. November 1941 und dort ermordet. | 52.474661969444 13.294680118611 |
|      | Martin Zimmt                 | Cunostraße 109             | 29. März 2008 | Geboren 1882. Deportiert nach Minsk am 14. November 1941 und dort ermordet. | 52.474661972222 13.294680118889 |